# Celemín

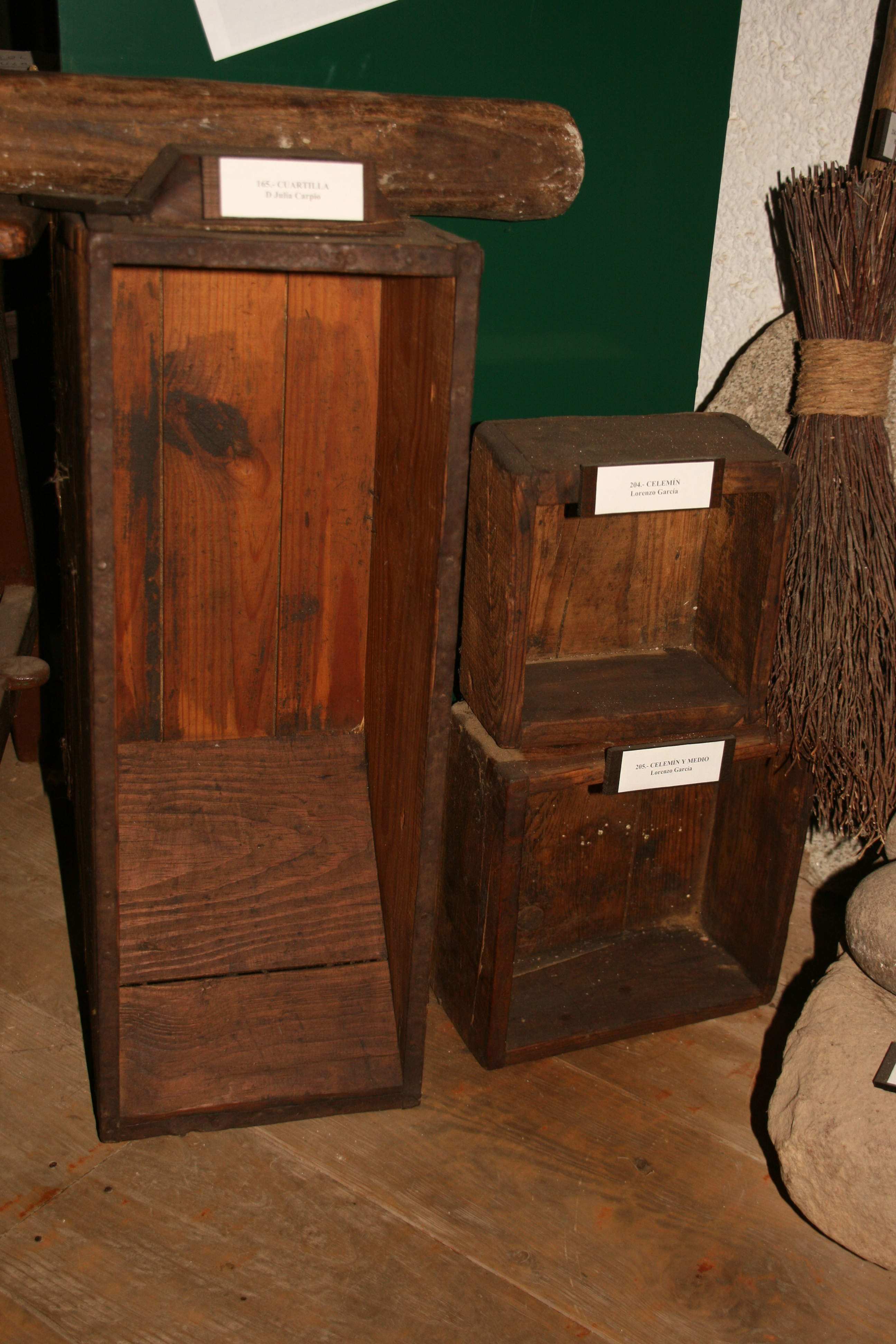
Cuartilla, celemín y celemín y medio (Museo Etnográfico de Horcajo de los Montes).

El celemín fue una medida agraria de capacidad para áridos utilizada en algunas partes de España antes de que fuera obligatorio el sistema métrico decimal. Se dividía en 4 cuartillos y equivalía en Castilla a 4,625 l aproximadamente. En Galicia se conoce como ferrado.
También se refería a la medida antigua de superficie que en Castilla equivalía a 537 m² aproximadamente, y era el espacio de terreno que se consideraba necesario para sembrar un celemín de trigo.

## Como medida de capacidad
Usada sobre todo para cereales y semillas. Sus múltiplos son:
- Doce celemines hacen una fanega;
- Seis celemines hacen media fanega o cuarto;
- Cinco celemines hacen una hemina;
- Tres celemines hacen una cuartilla (cuarto de fanega y que no debe ser confundido con el cuartillo arriba mencionado).
- También en algunos lugares se conocía que cuatro Cuartos o dos Fanegas hacían una Carga

## Como medida de superficie
El celemín se usaba para medir la superficie de los terrenos agrarios.